# 吉見駅
吉見駅（よしみえき）は、山口県下関市吉見本町一丁目にある、西日本旅客鉄道（JR西日本）山陰本線の駅である。

## 歴史
- 1914年（大正3年）4月22日：長州鉄道の駅として開設[1]。客貨取扱開始。
- 1925年（大正14年）
  - 6月1日：長州鉄道線幡生以北国有化、鉄道省小串線（現・山陰本線）の駅となる。但し一車積特種扱貨物・貸切扱貨物は線内の貨物取扱駅間のみ取扱[2]。
  - 8月5日：同日より小串線外各駅相互間との一車積特種扱貨物・貸切扱貨物を取扱[3]。
- 1933年（昭和8年）2月24日：小串線が山陰本線に編入、同線所属となる[4]。
- 1963年（昭和38年）2月1日：貨物取扱廃止[5]。
- 1979年（昭和54年）3月30日：駅舎改築[6]。
- 1985年（昭和60年）3月14日：荷物扱い廃止[5]。
- 1987年（昭和62年）4月1日：国鉄分割民営化に伴い、JR西日本の駅となる[5]。
- 2004年（平成16年）10月：窓口営業時間変更、平日のみ営業となる。また、閉鎖時間帯（月・火・水と木・金で異なる）導入。
- 2005年（平成17年）4月1日：ジェイアール西日本広島メンテック（現・JR西日本広島メンテック）による業務委託駅から無人駅化。

## 駅構造
相対式ホーム2面2線を有する列車交換可能な地上駅。駅舎は上りホーム側にあり、両ホームは下関寄りにある跨線橋で連絡している。以前は、下りホームから下関市吉見支所への連絡通路があったが、現在は廃止されている。下りホームに待合室がある。
旧貨物側線は、上り線京都方面に接続しており、貨物取扱廃止後も長らく残っていたが、2008年2月頃に撤去された。旧貨物ホーム上には駐輪場が設置されている。なお、以前は下関駅 - 当駅間の区間列車も存在した。折返し設備は2022年現在も残っており、2022年2月7日に行われた山陽本線での設備改良工事に際して下関 - 小月間列車が運休となった際、工事区間では無いものの山陽本線列車が運休するため列車本数が大きく減少する幡生駅への輸送を確保するため、当駅発着臨時列車が運行された。
下関駅管理の無人駅。駅舎内に自動券売機が設置されている。

### のりば

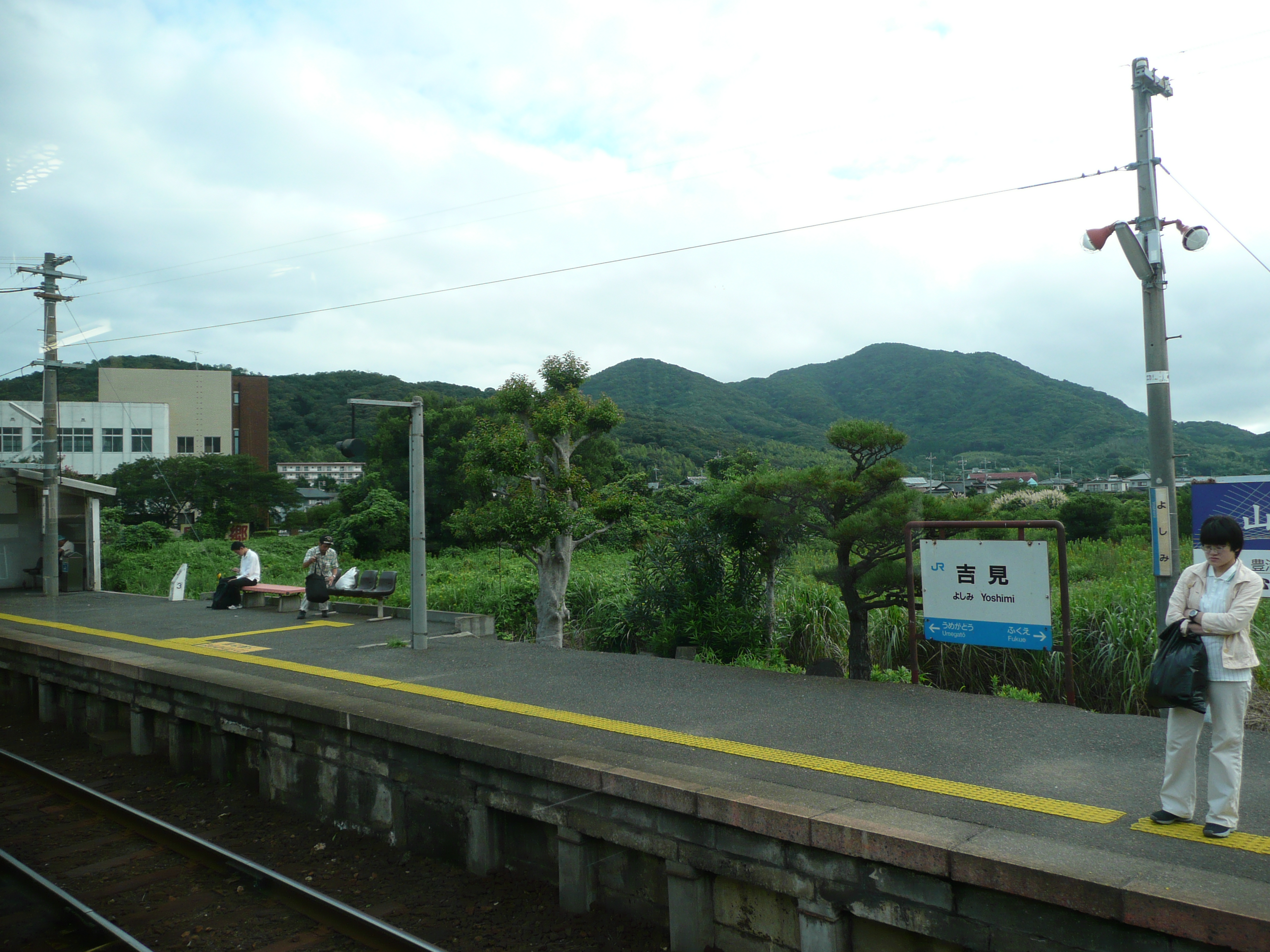
ホーム（2009年7月）

| のりば | 路線      | 方向 | 行先                   |
| ------ | --------- | ---- | ---------------------- |
| 1      | ■山陰本線 | 上り | 小串・滝部・長門市方面 |
| 2      | ■山陰本線 | 下り | 安岡・下関方面         |

## 利用状況
近年の1日平均乗車人員の推移は以下の通り。2023年の1日当たりの利用者数は780人、年間利用客数は14万2565人である。
| 乗車人員推移 | 乗車人員推移 |
| 年度         | 1日平均人数  |
| ------------ | ------------ |
| 1999         | 846          |
| 2000         | 815          |
| 2001         | 736          |
| 2002         | 724          |
| 2003         | 713          |
| 2004         | 689          |
| 2005         | 642          |
| 2006         | 614          |
| 2007         | 601          |
| 2008         | 618          |
| 2009         | 613          |
| 2010         | 594          |
| 2011         | 582          |
| 2012         | 545          |
| 2013         | 572          |
| 2014         | 528          |
| 2015         | 535          |
| 2016         | 498          |
| 2017         | 483          |
| 2018         | 470          |
| 2019         | 475          |
| 2020         | 387          |
| 2021         | 381          |
| 2022         | 389          |
| 2023         | 390          |

## 駅周辺
蓋井島への渡船が出航する、吉見港（吉見漁港）の最寄駅。駅前を国道191号が通る。
- 吉見郵便局
- 水産大学校
- 下関市立吉見中学校
- 下関市立吉見小学校
- 海上自衛隊下関基地
- 吉見港（吉見漁港）
- 下関フィッシングパーク[9]
- 国道191号
- 西田川
- 山口銀行 吉見支店
- JA山口県 吉見支所

## 隣の駅
西日本旅客鉄道（JR西日本）
■山陰本線
梅ケ峠駅 - 吉見駅 - 福江駅